# وودگیت اوییشن
وودگیت اوییشن (به انگلیسی: Woodgate Aviation) یک شرکت هواپیمایی است که در ۱۹۶۹ میلادی تأسیس شده‌است. دفتر مرکزی وودگیت اوییشن در فرودگاه بین‌المللی بلفاست، بریتانیا واقع شده‌است.